# Germaine Beaumont
Germaine Beaumont (nacida como Germaine Battendier, Petit-Couronne, 31 de octubre de 1890 - Montfort-l'Amaury, 21 de marzo de 1983) fue una escritora, crítico literario y periodista francesa galardonada con el Premio Renaudot en 1930 por Piège, el premio Alice-Louis Barthou en 1942 y Georges Dupau en 1952 de la Academia Francesa de la Lengua.

## Obras
- Disques (1930).
- Piège (1930) — Premio Renaudot.
- Le Fruit de solitude, roman (1932).
- Perce-Neige, roman (1934).
- Cendre, roman (1934).
- Les Clefs (1940).
- La Harpe irlandaise (1941).
- Agnès de rien (1943) - novela adaptada al cine en 1949 por Pierre Billon.
- La Roue d'infortune (1947).
- Le Déclin du jour (Premio a la mejor novela de amor en 1954).
- Les Légataires (1966).
- Le Chien dans l'arbre (1975).
- Une odeur de trèfle blanc (1981).
- Si je devais.
- Des maisons, des mystères (reeditada en 2006).
- Des familles, des secrets (reeditada en 2006).